# Nicky Oppenheimer
Nicholas Frank Oppenheimer (Johannesburgo, 8 de junio de 1945) es un empresario sudafricano de origen judío. Fue el presidente de la compañía minera de diamantes De Beers, y presidente delegado de Anglo American. Es considerado el tercer africano más rico.

## Primeros años
Oppenheimer es hijo de Bridget McCall y Harry Oppenheimer, y nieto de Ernest Oppenheimer (primera generación de presidentes de De Beers, en 1929) y fundador de Anglo American. Fue educado en Harrow School y Christ Church (Oxford), obteniendo Oxford MA.

## Carrera empresarial
Ernest Oppenheimer junto con el americano J.P. Morgan, fundó la Anglo American Corporation, una compañía de minería aurífera, en 1917 con 1 millón de libras, con fondos británicos y americanos, y de este modo derivó el nombre de la compañía. La AAC se convirtió en el mayor accionista de la compañía De Beers en 1926. Dos años más tarde, la AAC inició sus actividades de minería en el cinturón de zambiano de cobre
Nicholas F. Oppenheimer se unió a Anglo American en 1968, siendo nombrado como director en 1974.
Nicholas F. Oppenheimer apareció en Sunday Times Rich List 2018 como la 23 persona más rica del Reino Unido, con una fortuna reportada de £5.5 mil millones y como la persona más rica en Sudáfrica en Forbes para el 2019, con una fortuna reportada en EE. UU.$7.3 mil millones.
En 1968 se casó con Orcillia "Strilli" Lasch, hija del magnate industrial Helli Lasch. Ambos son anglicanos. Su padre nació judío, pero se convirtió al anglicanismo.